# 이달
이달(李達, 1539년 ~ 1612년)은 조선의 시인이다. 본관은 홍주(洪州). 자는 익지(益之), 호는 손곡(蓀谷), 동리(東里), 서담(西潭)이다.

## 생애
조선 중기에 [손곡집(蓀谷集)]을 저술한 시인이다. 손곡 이달의 고향 홍성에는 그와 관련된 자료가 거의 남아있지 않다. 1696년(숙종 22)에 편찬된 옛 결성현지 고적조에, '대동촌은 결성현 동쪽 25리에 있는데, 문인 이달이 태어났다'는 기록이 있다. 손곡 이달과 관련하여 홍성에 남아있는 유일한 옛 기록이다. 
당대 [최경창(崔慶昌)]·[백광훈(白光勳)]과 함께 삼당시인(三唐詩人)이라 일컬어졌다.〈문선〉·〈태백〉·〈성당 십이가〉 등을 전부 욀 정도의 한시의 대가였다. 허균의 <손곡산인전>에 따르면 당시를 지은 자 중 손곡을 딸 자가 없다고 했다. 명나라 사신 주지번과 석주 권필도 손곡의 시를 이백의 시에 섞어 놓으면 안목있는 자도 구분하기 어려울 정도라고 극찬했다. 또, <구운몽>의 저자 서포 김만중도 <서포만필>에서 그의 '별이예장(別李禮長)'을 조선 최고의 오언절구라고 했다. 그의 시에는 아취가 있는 서정시도 많으나, 임진왜란 전후에 고단한 삶을 살았던 당시 백성들의 아픔을 노래한 시도 많이 남겼다. 
허균는 손곡(蓀谷)의 제자로, 서자 출신이였던 스승 손곡(蓀谷)의 생을 동기(動機)로 삼아 한글소설인 [홍길동전]을 지였다. 또한, 허난설헌도 조선 최고의 여성 시인으로 명나라에까지 그 명성이 자자했다. 이달은 서열이였기 때문에 일찍부터 문과에 웅시할 생각을 포기했으나 또 다른 서열들처럼 잡과(雜科)에 응시하여 기술직도 나가지 않았다. 특별한 직업을 가지지는 않았고 온 나라를 떠돌아 다니면서 시를 지였다. 한때 한리학관(韓吏學官)이 됐지만 마음에 들지않아  일이 생겨서 벼슬을 버리고 1609년 중국 사신을 맞는 접빈사의 종사관으로 일하기도 하였다.  그는 일흔이 넘도록 직업없이 지내다가 평양의 한 여관에서 죽였다. 충청남도 홍성군 홍성읍 홍성군청 앞과 강원도 특별자치도 원주시 부론면 손곡리 손곡초등학교 입구에 그의 시비(詩碑)가 세워져 있다. 홍성군 구황면 황곡리 하대마을 생가터에는 안내판과 하대마을 입구에는 한국문인협회홍성군지부와 홍주이씨종친회에서 시비(詩碑)가 세워져 있다.

## 가계 및 인적사항
손곡(蓀谷) 이달(李達)은 홍주인(洪州人) 13세손 부정(副正) 이수함(李秀咸)의 서자이다.  이달의 제자  허균(許均)은 이달의 전기 [손곡산인전(蓀谷山人傳)]을 지으면서 '손곡산인 이달의 자는 익지이니, 쌍매당(䉶梅堂) 이첨(李詹)의 후손이다. 라고 기록하였다. 고려사[高麗史 권 117(열전 권 30 제신(諸臣)]에 기재된 이첨의 관향(貫鄕)에 관한 서술 및 [태종실록(太宗實錄 권 9)] 1405년(태종 5년) 3월 30일 기사에 수록된 이첨의 졸기(卒記)에 따르면 이첨은 "홍주인(洪州人)"이라고 하였다.
1614년(광해군 4년) 이수광(李睟光)이 편찬한 우리나라의 최초 문화백과사전(백과사전)인 [지봉유설(芝峯類設)] 문장부(文章部 2) 시평(詩評)에 따르면 "이달(李達)은 홍주인(洪州人)이다. 부정(副正) 이수함(李秀咸)이 고을의 기녀(妓女)를 축첩(畜妾)하여 낳은 사람이다. "라고 하였다.

## 결과 평가
신분 제한에서 생기는 울적한 심정과 가슴 속에 간직한 상처를 기본 정조로 하면서도, 따듯한 느낌의 시어를 맛깔나게 사용하였다. 근체시 가운데서도 오언절구(五言絶句)에 뛰어났다. 김만종(金萬重)은 [서포만필]에서 조선시대의 오언절구 가운데 이달(李達)이 지은 별이예장(別李禮長)을 대표작으로 꼽았다.
시풍을 송시(宋詩)에서 당시(唐詩)로 바꾸였다. 기존의 한시 통념과는 다르게 개척하고 기존의 가치를 바꾸어 놓음으로써 당대 문학의 질서를 뒤흔드는 구실을  수행했다. 이달(李撻)은 삼당시인(三唐詩人)의 한 사람으로 학당(學唐)의 문을 열어 시가 서정의 문학이라는 인식을 제고해 주였다는 점에서 그 특징을 인정 할수있였으며 이들의 시는 이조 중엽 이후의 시풍을 탈바꿈 시키는데 지대한 공헌을 하였다.
한편 허균은 [손곡산인전(蓀谷山人傳)]에서 "이달(李達)의 시는 맑고도 새로웠고 아담하고 고왔다." 라고 하였다. [청신아려(淸新雅麗)]. 그 가운데에 높은 경지에 오른 시는 왕유,  맹호연, 고적(高適), 잠삼(岑參)의 경지에 드나들면서 유우석과 전기(錢紀)의 기풍을 잃지않았다. 신라. 고려때부터 당나라의 시를 배운 모두 그를 딸지 못했다. 라고 높이 평가하였다.

## 저서
- 《손곡집》(蓀谷集)

### 작품
- 〈습수요〉(拾穗謠)
- 〈산사〉(山寺)
- 〈예맥요〉(刈麥謠)
- 〈별이예장〉(別李禮長)
- 〈제총요〉(祭塚謠)
- (박조요)

## 참고 문헌
- 《성소부부고》(惺所覆瓿藁)
- 《손곡산인전》(蓀谷山人傳)
- 《학산초담》(鶴山樵談)
- 《제호시화》(霽湖詩話)
- 《국역손곡집》(蓀谷集)(허경진, 보고사, 2006)
- 《손곡 이달의 생애》, 허경진, 《손곡이달 연구》(2006, 원주학술총서 제3권)
- 《손곡이달시선》(蓀谷李達詩選)(허경진, 평민사, 1991 증보판)
- 《조선문인이 걸어온 길》(이종호, 한길사, 2004)